# Alcides Longhi
Alcides Longhi (Caxias do Sul, 10 de junho de 1917 – Caxias do Sul, 18 de agosto de 1994) foi um industrial, comerciante e futebolista brasileiro.
Iniciando a vida como sapateiro de magros recursos, depois fundou uma fábrica e loja de sapatos que por alguns anos foi muito bem sucedida, sendo elogiada na imprensa e exportando seus produtos para outros locais do estado do Rio Grande do Sul e do Brasil. Ao mesmo tempo, sempre envolvido no futebol, foi ativo colaborador do Esporte Clube Juventude como jogador, dirigente em várias gestões, presidente do clube e coordenador das obras de construção do Estádio Alfredo Jaconi. Foi um dos mais populares "ídolos" do alviverde em sua geração, que coincidiu com os tempos dourados do amadorismo, conquistou vários campeonatos e distinções, incluindo dez títulos de campeão do Citadino e campeão da Copa Governador do Estado do Rio Grande do Sul, tornou-se figura estimada na cidade e é lembrado como um destacado personagem da história do futebol caxiense. Casado com Noris Leda Artico, teve seis filhos que deram expressivas contribuições à sociedade local.

## Biografia

### Família

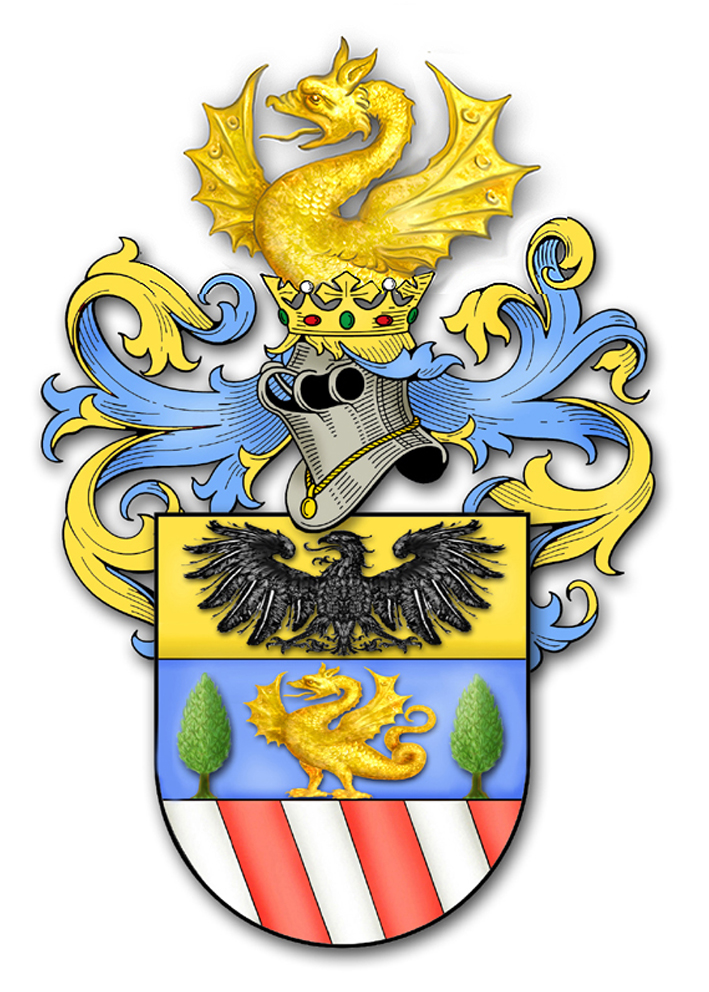
Brasão da família Longhi de Vermiglio

A família de Alcides Longhi é nativa de Vermiglio, comuna situada no norte do Trentino, Itália, onde estão presentes desde meados do século XV como membros da comunidade de vicini (cidadãos livres com plenos direitos políticos). Os primeiros membros individualizados na documentação são Andrea, Francesco e Stefano, que em 1501 já eram chefes de família e aparecem citados na ata de uma assembleia geral da Regra (o Conselho comunal), participando da governança. Outros membros aparecem logo depois como donos de terras nos distritos de Cortina e Fraviano. O mais remoto ancestral direto de Alcides conhecido com segurança é Giovanni Domenico Longhi, nascido em torno de 1600. A partir de fins do século XVIII alguns ancestrais diretos foram citados como madeireiros e carpinteiros, uma atividade que seria continuada no Brasil. O brasão mostrado ao lado está na família há gerações, mas a memória da data e das circunstâncias de sua adoção foi perdida.

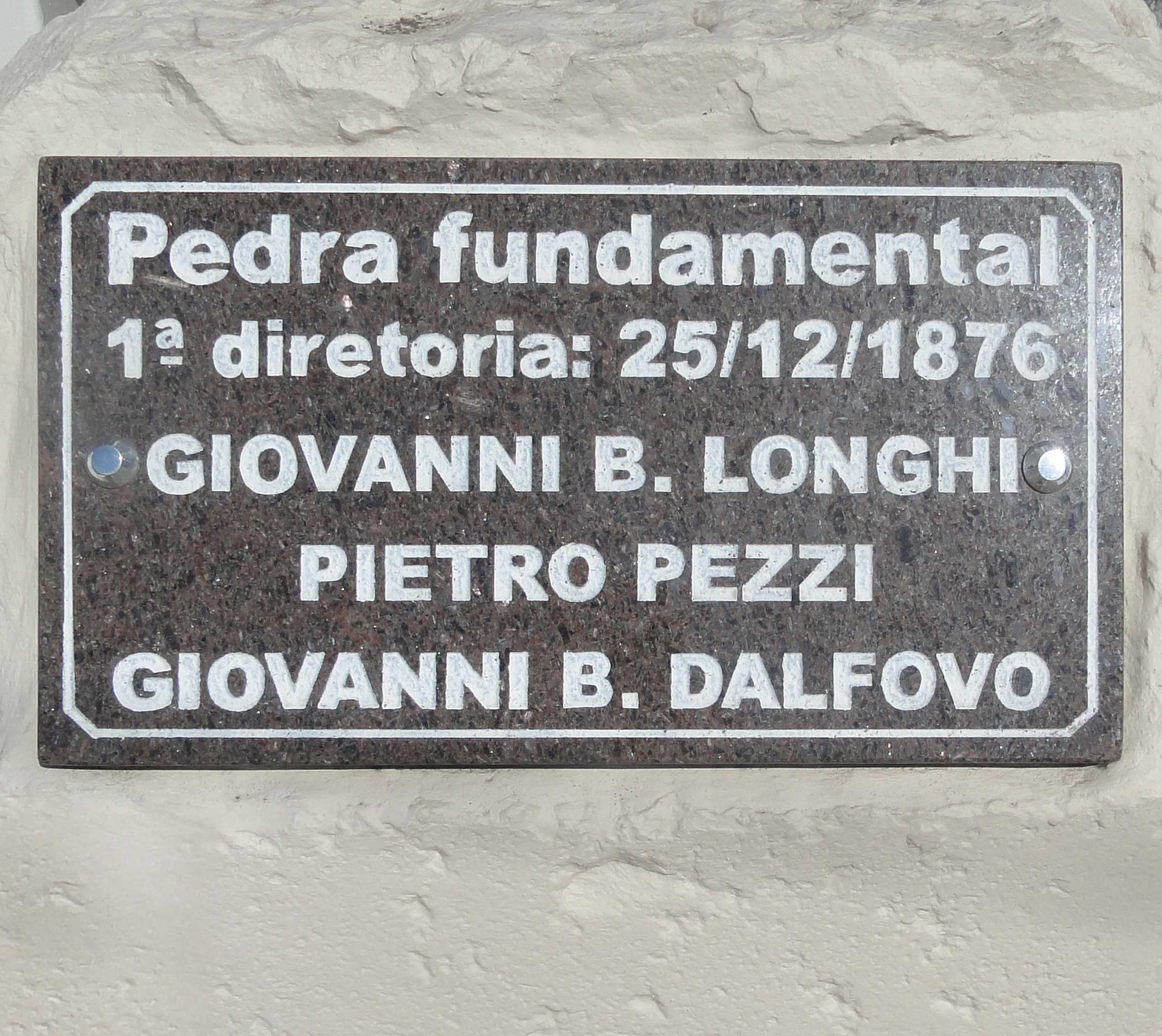
Pedra fundamental da comunidade de São Romédio

O bisavô de Alcides, o imigrante Ignazio Longhi, antes casado com Anna Maria Poli, chegou ao Brasil em meados de 1876 com sua segunda esposa Candida Pedron e alguns filhos, nos primórdios da imigração italiana no Rio Grande do Sul, estando entre os primeiros colonizadores de Caxias do Sul. Ignazio faleceu poucos anos depois da chegada, legando a chefia da família ao seu primogênito Giovanni Battista, um dos fundadores da Comunidade de São Romédio, onde primeiro formou-se um núcleo comunitário, sendo hoje considerada "o berço de Caxias". Ali também participou da fundação e foi membro da primeira diretoria da Sociedade Igreja de São Romédio, a primeira associação civil da cidade, permanecendo na função até 1894, colaborando na estruturação da comunidade e na construção das duas primeiras capelas de madeira, da escola e do cemitério.

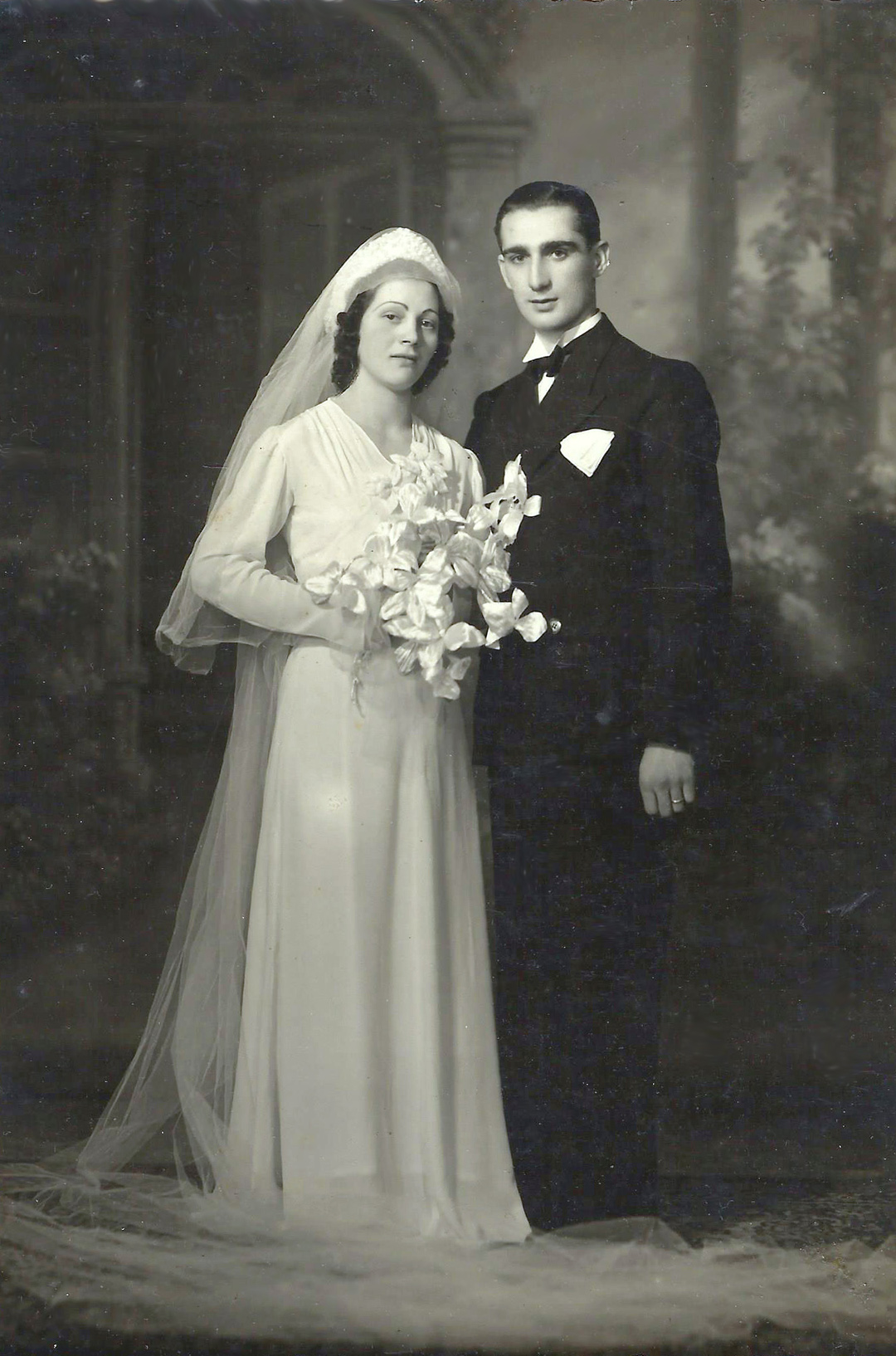
Casamento de Alcides Longhi e Leda Artico, 1938.

Giovanni Battista rapidamente prosperou como agricultor, madeireiro, carpinteiro, marceneiro, ferreiro, moleiro, produtor de vinho e comerciante, abrindo uma série de negócios. João Tessari, o historiador de São Romédio, o chamou de um "faz-tudo", e anos depois de morto virou lenda, quando seu túmulo foi aberto para uma reforma e seus despojos não foram encontrados. Sua esposa, Catterina Rossi, também gerou folclore, falecendo com fama de santa, e 32 anos depois de seu sepultamento seu corpo foi encontrado incorrupto, o que desencadeou a formação de um pequeno culto popular em seu redor, sendo-lhe atribuídas graças e curas.
Victorio Longhi, filho de Giovanni e Catterina, casou com Lucia Pezzi e foi pai de Alcides, Francisco, Tercila, Flora, Romilda, Oscar, Natalino, Irma e Guilherme. Victorio deixou a zona semi-rural de São Romédio e passou a viver no centro urbano, mas ainda foi conselheiro fiscal da Sociedade e um dos fundadores da terceira e atual capela. Tornou-se grande industrial madeireiro, um dos três sócios de uma empresa que em seu auge teve o vultoso capital de 900 contos de réis e filiais em Porto Alegre e Jaguari,
No entanto, em sua juventude a família Longhi havia empobrecido, e Alcides iniciou sua vida profissional como sapateiro, aprendendo o ofício de João Maineri. Casou-se em 1938 com Noris Leda Artico, filha de Augusto Artico e Ema Panigas, nascida em 10 de novembro de 1918 e falecida em 16 de outubro de 2011, também de família tradicional, mas que tivera sorte semelhante, ganhando riqueza no início do século com uma grande cantina, de produto premiado, e falindo em 1921. Com a esposa teve os filhos Beatriz Ignez, Elisabeth Ana, Vera Mari, Villi Victorio, Vitor Augusto e Roberto Alcides.

### Carreira na indústria
Associando-se ao irmão Francisco, abriu uma fábrica de sapatos em torno de 1935, a Longhi & Cia. Ltda., mais conhecida como Fábrica de Calçados Caxias, iniciando uma fase ascendente. Na época era a única empresa do gênero da cidade, produzindo calçados de todos os tipos, mas concentrando-se nos modelos escolares e botas para o Exército, passando a atender o mercado interno e também exportando seu produto para várias cidades do Rio Grande do Sul e outros estados do Brasil.

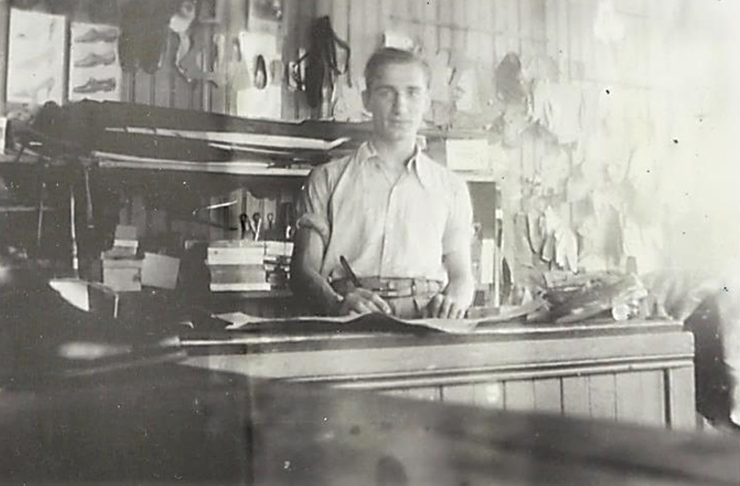
Longhi em sua primeira sapataria, c. 1935.

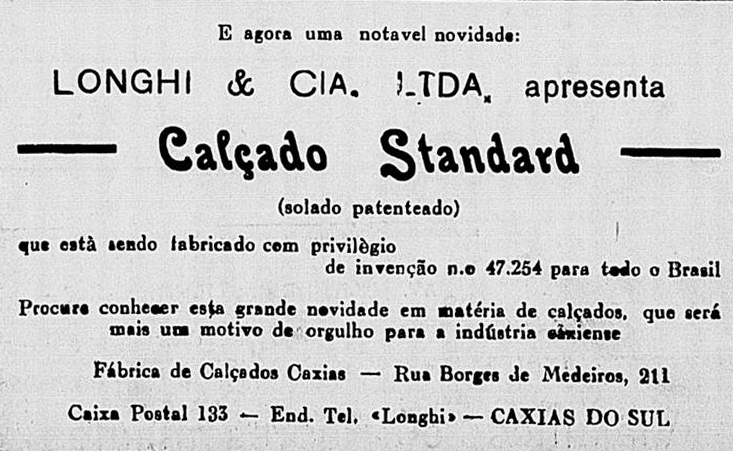
Publicidade da sua fábrica de sapatos.

A empresa conheceu um período de significativa prosperidade, ampliando suas instalações em 1947 com uma seção de varejo junto à fábrica e abrindo uma loja própria em 1948 na praça central da cidade. A imprensa da época apontou sua contribuição para o avanço econômico e industrial de Caxias, como fez O Momento:
"Aqui estamos hoje falando da grande fábrica de calçados da firma Longhi & Cia. Ltda. Não resta dúvida que o progresso e o desenvolvimento material e cultural desta terra, de anos a esta parte, vem tomando um incremento extraordinário, digno do maior crédito e apreciação. Assim, depois de termos abordado noutros números, a marcha admirável de dois importantes estabelecimentos comerciais da praça, hoje cuidaremos [...] da firma que tem como dirigente o sr. Alcides Longhi. Senhor dum tino comercial idôneo e apreciável, cavalheiresco e entusiasta do esporte caxiense, o sr. Alcides Longhi há mais de um lustro que está norteando, dentro do terreno da honradez e do critério, a Fábrica de Calçados marca 'Caxias', instalada próxima ao campo do Juventude.
"Iniciando suas atividades com modesta sapataria, em ponto central da cidade, hoje o sr. Alcides Longhi, para orgulho desta terra, orienta os negócios daquele modelar estabelecimento. Com uma seção de varejo instalada na própria fábrica, com funcionários que exprimem a beleza do comércio moderno, no tocante ao esforço, a dedicação, a atenção e o trabalho em geral, o sr. Alcides Longhi viu concretizados os seus mais ardentes sonhos. A passos gigantescos, marcha a indústria em Caxias do Sul. Com homens de têmpera construtiva e progressista do quilate do sr. Alcides Longhi e doutros que integram a poderosa indústria, breve a 'Pérola das Colônias' poderá, festivamente, proclamar a sua independência econômica".
Recebeu destaque também em 1950 em dois grandes álbuns ilustrados comemorativos dos 75 anos da colonização italiana no estado, um publicado pela Festa da Uva e outro pela Municipalidade. No primeiro, declara-se que a cidade podia se orgulhar de uma empresa que era a única em seu tipo na região e que se comparava às melhores do estado, e no segundo, de teor semelhante, foi descrita como...
"[...] uma fábrica de calçados que hoje figura em pé de igualdade com as mais reputadas congêneres do estado e do país, [...] fornecendo calçados de todos os tipos, todos de superior qualidade, a uma multidão de consumidores em todo o estado e demais unidades da Federação. [...] Fazendo do binômio 'qualidade e preço módico' o seu lema de trabalho, a firma Longhi & Cia. Ltda. conquistou para seus calçados uma aceitação que superou as melhores expectativas. [...] Os negócios da firma acham-se sob a direta orientação do sócio sr. Alcides Longhi, cuja capacidade comercial tem sido um dos fundamentos do extraordinário progresso que consolidou em poucos anos a Fábrica de Calçados Caxias".
Porém, depois desta boa fase, Longhi faliu em 1954, em uma crise do setor coureiro. Então passou a direcionar sua atenção para outra empresa que havia fundado na mesma época, a Mibral, que produzia rebites, braçadeiras e lonas para freios, mas que até a falência da fábrica de calçados havia permanecido em segundo plano e tinha um porte pequeno. Para aumentar seus rendimentos e sustentar sua grande família, abriu também uma lancheria. No entanto, os negócios não foram muito bem e ele passou por períodos difíceis. Em 1965 a Mibral tornou-se uma sociedade anônima, quando Longhi retirou-se da empresa e se aposentou.

### O desportista

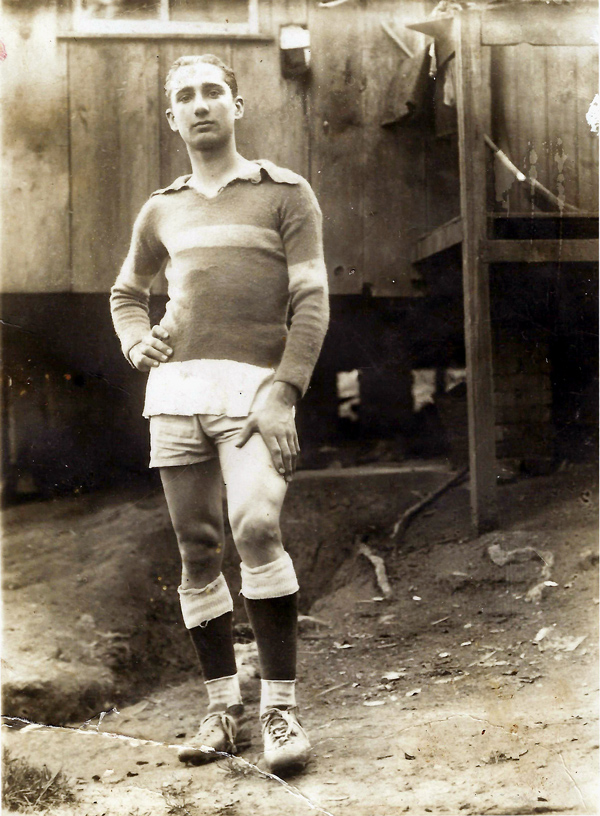
Longhi no início de sua carreira esportiva

Paralelamente à sua vida empresarial, Longhi sempre manteve forte envolvimento com o futebol, vindo a construir destacada carreira. Iniciou sua participação no Esporte Clube Juventude nos anos 30 como júnior, e em 1935 ingressou no time principal, ocupando a posição de zagueiro. Nesta época, por um breve período colaborou com o Esporte Clube Cruzeiro do Sul como tesoureiro, mas dedicaria depois toda a vida ao Juventude. Francisco Michielin o citou em várias passagens de seu livro Assim na Terra como no Céu, que narra a história do clube. Em uma delas, o autor diz:
“Quando o Juventude despontou no futebol, em 1913, havia tanta gurizada que queria jogar, misturando-se aos ‘coroas’, que a primeira providência, logo que as coisas se definiram, foi criar a divisão dos ‘filhotes’. Eram gurizotes de dez anos para cima, loucos para chutar uma bolinha e, naturalmente, vestidos de verde. A partir daí, gerações de craques foram nascendo como banana em cacho. A história do Juventude é rica pelos ‘prata-da-casa’ que produziu.
“O time-base que vinha atuando nos últimos oito anos [entre as décadas de 20 e 30] era quase imutável, com mínimas variações. Algumas peças haviam se desgastado. [...] Fazia-se claramente necessário efetuar uma eficaz reposição. Foi justamente nos ‘filhotes’ que o Juventude procurou suas soluções emergenciais. A fornada de novos talentos oferecia promissoras condições de montar uma equipe sempre competitiva. [...] Para o arco, apareceu o grandalhão, de quase dois metros de altura, forte como um touro, Adelino Fabbris, o Vanzetti. Ele, posteriormente, seria técnico, diretor de futebol e presidente. Ocuparia todo e qualquer cargo diretivo para servir o seu Juventude. A zaga trazia a proposição de dois fortíssimos elementos: Décio Nabinger – A Mobília – com sua boina verde, e Alcides Longhi – A Lenda – também, mais tarde, um faz-tudo e, naturalmente, presidente. Era impressionante o amor que esses jogadores todos nutriam pelo Juventude. Antes de jogar, amavam-no. [...] A Lenda Longhi prolongou-se por quase vinte anos, jogando até o último reservatório de sua energia".

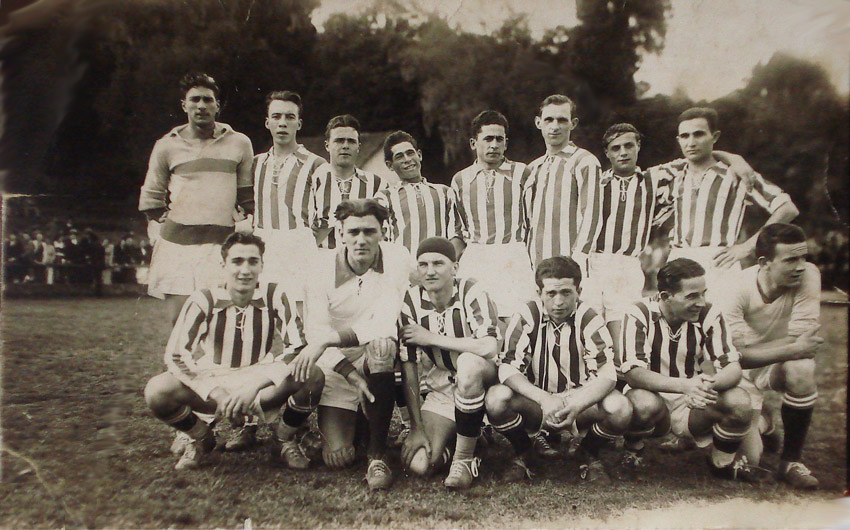
Equipe do Juventude em 1935, quando Longhi conquistou com o grupo seu primeiro Campeonato Citadino. Ele está na primeira fila, à extrema esquerda

Conquistou com seu clube vários títulos: campeão do Citadino em 1935, 1936, 1938, 1940, 1941, 1949, campeão da 4ª Região em 1939, campeão do Torneio Início em 1942, vice-campeão do Citadino em 1937, 1942, 1945 e 1946, e vice-campeão da Região Nordeste em 1940. Sua atuação individual foi elogiada numerosas vezes na imprensa da época, citando os seus "pés mágicos" e assinalando especialmente a segurança que transmitia em sua posição na retaguarda. Esta qualidade foi destacada em umas quadras humorísticas referentes aos "ìdolos" do clube publicadas no jornal A Época, onde se dizia dele: 
Longhi é baque direito
Ligeiro e empreendedor
Por ele ninguém passa
Nem pedindo por favor. 
Michelin também fez menção a este talento particular: “Lá atrás, Alcides Longhi era uma garantia, uma fortaleza, principalmente quando Décio Nabinger, com a sua ‘bomba’, abandonou o futebol". Foi o capitão do time entre 1939 e 1947 e em 1948 recebeu o título de Jogador Laureado.
Foi juiz em jogos da segunda divisão em 1941, e em 1947, ainda jogando, iniciou sua participação nas diretorias, assumindo primeiramente como diretor de Futebol. Em 1949 ocupou a presidência, ano em que realizou benfeitorias no primitivo estádio, a então chamada Quinta dos Pinheiros, construindo em anexo "um majestoso pavilhão", e conquistando invicto o Campeonato Citadino. O jornal A Época assim o descreveu neste ano:
“Longhi conquistou para o Juventude inúmeros campeonatos trabalhando no campo da luta. Este ano, conquistou outro galardão, desta vez mais significativo, porque estava sob sua responsabilidade, não como antigamente conter o avanço e quebrar o ímpeto dos adversários – mas o Clube todo. Alcides Longhi é mais um dos nomes que há de figurar para sempre, aplaudido, estimado e respeitado, nas páginas imorredouras da história do E. C. Juventude. Seu esforço, sua abnegação, seu trabalho e dinamismo servem para solidificar cada vez mais os alicerces deste veterano clube caxiense”.
A revista Panorama Esportivo de Porto Alegre deixou outro registro sobre a conquista:
"É o ponto central de onde partem todas as iniciativas, que ele sabe distribuir inteligentemente entre os seus companheiros de diretoria. Esportista de linha, ativo, incansável mesmo, não encontra dificuldades nem sacrifícios quando se trata da defesa do bom nome e da grandeza do clube ao qual dispensa os melhores dias de sua existência. Como presidente lhe coube a honra de reconquistar para seu clube o título de Campeão Invicto da cidade de Caxias do Sul, entretanto com fundadas esperanças na jornada final pelo campeonato estadual. A Alcides Longhi deve, pois, o simpático clube da Pérola das Colônias o lugar de destaque em que se encontra, com seu pavilhão verde e branco cheio de novas e retumbantes vitórias".
Ingressou no time dos Veteranos em 1953 e permaneceria associado ao Juventude ainda por muitos anos, fazendo parte de outras diretorias como conselheiro, membro da Comissão Técnica ou diretor de Futebol, cargos que ocupou muitas vezes. Foi  presidente do Conselho Deliberativo em 1951. Colaborava para a conquista de outros títulos. O clube foi campeão do Citadino também em 1950, 1951 e 1953; campeão do Interior em 1964, 1965 e 1966, e vice-campeão do Estadual de 1965. Em 1966 Longhi recebeu o título de Melhor Diretor de Futebol, conferido pela popular Rádio Caxias, e em 1970 recebeu homenagem do clube nas festividades do aniversário do alvi-verde.

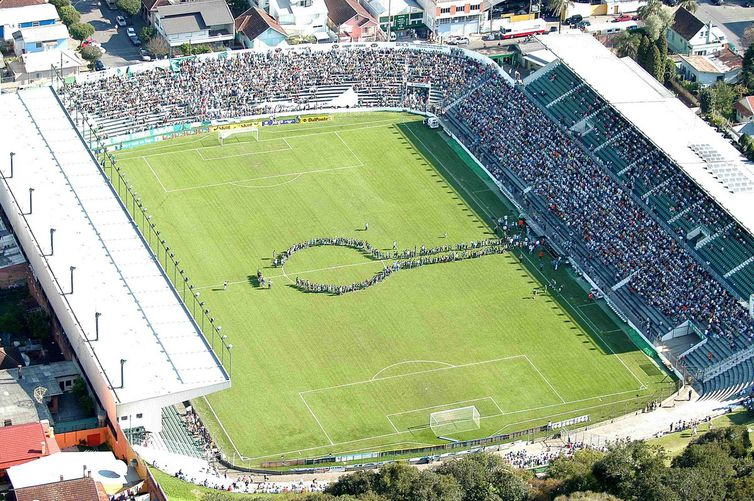
O Estádio Alfredo Jaconi, cuja construção Longhi supervisionou.

No início dos anos 70 o Juventude passava por sérias dificuldades financeiras, e para saná-las concebeu-se a fusão com o seu maior rival, o Flamengo. Longhi foi um dos poucos dirigentes que se opôs à ideia, considerando que "nas cidades onde só há um clube o futebol está morrendo", como disse em entrevista para a revista Placar. A fusão de fato ocorreu mas acabou fracassando, e em 1975 o Juventude retornou à sua antiga identidade, iniciando uma fase de novos sucessos. Neste mesmo ano, sendo presidente Willy Sanvitto, inaugurou-se o seu novo estádio, o Alfredo Jaconi, cujas obras foram dirigidas por Alcides, e foi conquistada a Copa Governador do Estado do Rio Grande do Sul, com Longhi ocupando também a função de diretor de Futebol e assessor da Presidência. Seu filho Vitor era o preparador físico. A Copa, de âmbito estadual, comemorava nesta edição o centenário da imigração italiana.
Por um breve tempo deixou suas atividades no Juventude, mas em 1981 o então presidente Flávio Ioppi e o lendário Pastelão o convidaram para colaborar mais uma vez, mas logo retirou-se em definitivo, encerrando sua participação no esporte caxiense. Faleceu em 18 de agosto de 1994.

## Legado
Alcides Longhi é lembrado hoje principalmente como figura ilustre do Esporte Clube Juventude. Como jogador foi um dos seus ídolos na fase áurea do amadorismo, recebendo os apelidos de A Lenda e Jesus, este pelos "milagres" que fazia com a bola, deixando depois, quando passou para o trabalho nos bastidores, também significativa contribuição. Roni Rigon e Rodrigo Lopes dedicaram-lhe vários artigos na página "Memória" do jornal Pioneiro, assinalando ainda suas atividades filantrópicas. Além de prestigiá-lo em seu livro sobre a história do clube, Francisco Michielin o incluiu na sua galeria dos “100 Personagens” publicada no Pioneiro em 2013, quando foi comemorado o centenário da agremiação, e na mesma oportunidade a Gazeta de Caxias o listou entre as figuras destacadas da sua história.

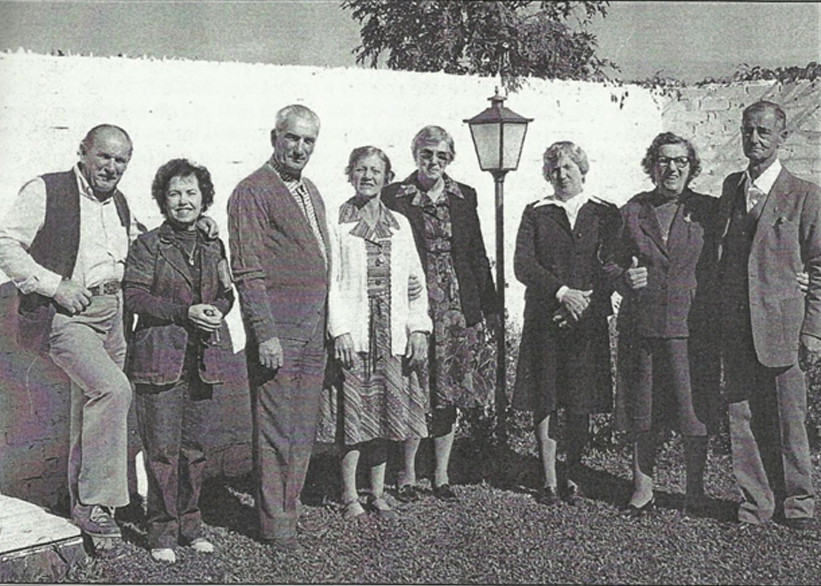
Festa de seu 64º aniversário. Na foto, da esquerda para direita, seu irmão Oscar e a esposa Leda Salami Longhi, Alcides Longhi e a esposa Noris Leda Artico Longhi, sua cunhada Ada Artico Tessari, sua irmã Flora Longhi Mattana, sua outra irmã Romilda Longhi Baratto e o esposo Orestes Baratto

O reconhecimento da comunidade foi coroado, contudo, com a atribuição de seu nome a uma rua. Foi louvado pela Comissão de Desenvolvimento Urbano e Obras, que analisou o referente Projeto de Lei, como "cidadão empreendedor, que dedicou sua vida ao seu time do coração: Esporte Clube Juventude. [...] A Comissão se manifesta pela aprovação do projeto em tela, aproveitando a oportunidade para unir-se ao vereador autor do projeto nas homenagens ao senhor Alcides Longhi". O Projeto de Lei foi aprovado na Câmara Municipal por unanimidade, com manifestações dos vereadores Francisco Spiandorello e Walmor Vanazzi, que fizeram breves retrospectivas de sua atuação. O primeiro assim disse:
“Senhor presidente, pedi a palavra para declarar o voto e mencionar que o homenageado, Alcides Longhi, foi um dos mais extraordinários atletas que passaram por Caxias do Sul. Conhecido no futebol como ‘Jesus’, era um jogador laureado no Esporte Clube Juventude. Deixou a sua passagem como atleta, como dirigente e como homem integrado a Caxias do Sul. Trabalhou sem pretensões pessoais, mas com muito idealismo. Era casado com a Noris Leda Artico Longhi e tem os filhos Beatriz, Elisabeth, Vera Mari, Villi Victorio, Vitor Augusto e Roberto Alcides. Trabalhou também, no início de sua vida profissional, como sapateiro na área central de Caxias do Sul. Durante toda a atividade que teve em Caxias do Sul, sempre procurou estar próximo da cidade, dos seus eventos, das suas manifestações, amando o Esporte Clube Juventude. Por exemplo, em 1949, pelas atuações todas, ele fez com que o Esporte Clube Juventude se sagrasse campeão invicto, o que era uma raridade no futebol. Creio que, pelo exemplo de dignidade e de honradez, pela família que possui, pelo exemplo que legou, ele merece esta homenagem. Contamos com a aprovação desta Casa para que fique eternizado o seu nome, a sua história, a sua vida como exemplo para nós”.
O vereador Vanazzi declarou:
“Eu conheci o homenageado, Alcides Longhi. Quando era menino, de 1935 a 1948, jogou como zagueiro central do Esporte Clube Juventude. Também era empreendedor, botou uma fábrica de calçados bem próximo ao estádio do Juventude. [...] Acho que estamos fazendo justiça a esse ilustre cidadão caxiense ao denominar com seu nome uma rua de nossa cidade. Como empreendedor, fabricou calçados masculinos e femininos e foi bem sucedido. Como jogador de futebol obteve diversos títulos. Naquele tempo eram disputados apenas campeonatos municipais, e todos eles eram amadores. Se nós tivéssemos hoje, no nosso profissionalismo, tanto no Juventude como no Caxias, o espírito amadorista do qual Alcides Longhi era exemplo, não estaríamos correndo o risco de cair nas divisões: o Juventude para a segunda, e nós para a terceira. Quero, então, homenagear a família de Alcides Longhi e seus descendentes”.
Como industrial, teve sua empresa destacada em sua época em publicações de larga circulação, e em tempos recentes sua trajetória foi recuperada por vários autores. Rigon e Lopes escreveram sobre ela no Pioneiro, foi assinalada como uma das empresas que "marcaram época" na cidade pelas historiadoras Loraine Slomp Giron e Heloísa Bergamaschi em um livro sobre a história das casas comerciais de Caxias, e o prédio novo foi estudado por Ana Elísia da Costa, sendo considerado um bom representante da estética Déco aplicada à indústria.

### Descendência

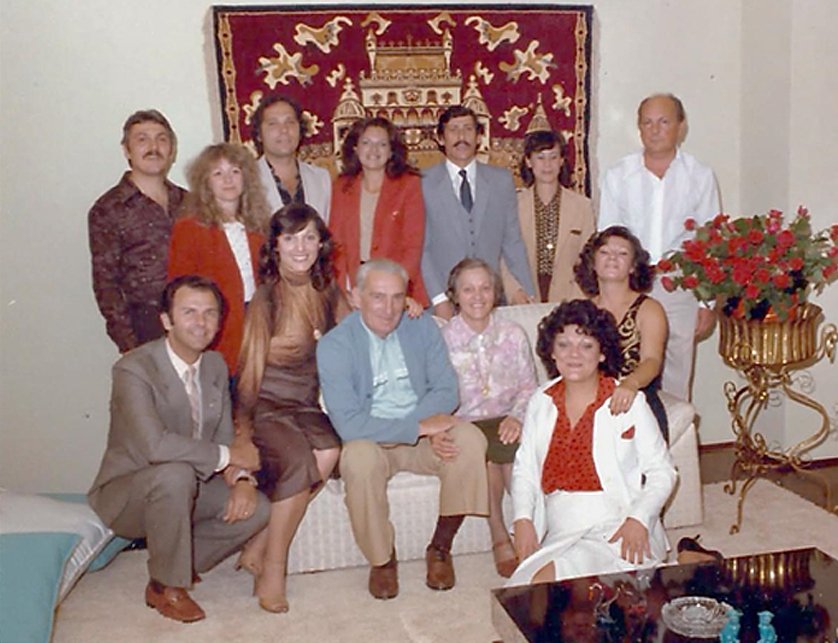
Alcides Longhi com sua esposa e filhos. Atrás: Roberto Longhi e a esposa Siloé Hainzenreder, Villi Longhi e a esposa Tânia de Carvalho, Vitor Longhi e a esposa Maria Elisa Sebben, Aluysio Nonnenmacher. Na frente: Murillo Frantz e a esposa Elisabeth Longhi, Alcides Longhi e a esposa Leda Artico, Vera Longhi (de branco) e Beatriz Longhi, esposa de Aluysio

Alcides Longhi e Noris Leda Artico deram origem a uma descendência que recebeu atribuições de responsabilidade e numerosas distinções de organismos oficiais, bem como louvores na imprensa. Seus filhos são:
- Beatriz, professora de Educação Física,[60] vice-diretora do Colégio Cristóvão de Mendoza e ativo membro fundador e duas vezes presidente das entidades beneficentes Liga Feminina de Combate ao Câncer[61][62][63][64] e o Lions Clube São Pelegrino, e uma das fundadoras do Banco de Olhos, uma cooperação entre o Lions e o Hospital Pompeia.[65][66]

- Vera, professora de Matemática, vice-diretora do Colégio Estadual Imigrante,[67] delegada-adjunta e depois delegada titular da 4ª Delegacia Regional de Educação,[68] membro da alta diretoria da Festa Nacional da Uva em duas edições,[69][70][71][72] membro do Conselho Estadual de Cultura,[73] secretária do Gabinete de Balthazar de Bem e Canto e João Jardim, secretários de Estado da Agricultura, vice-presidente da APAE local[74] e benemérita da Igreja de São Pelegrino.[75]

- Elisabeth, presidente da Juventude Estudantil Católica local,[76] cronista do jornal Pioneiro,[77][78][79][80] membro fundador e secretária da Academia Caxiense de Letras,[79][80] professora de Artes, diretora do Colégio Imigrante, quando o projetou em nível estadual por seus métodos educativos avançados,[81][82] presidente do Núcleo de Artes Visuais de Caxias do Sul,[83][84][85] integrante da diretoria da XV Festa Nacional da Uva,[86] diretora do Departamento Social do Recreio da Juventude,[87] diretora por oito anos do Departamento Cultural do Clube Juvenil, organizando um vasto projeto de recuperação de sua memória,[88][89][90][91] secretária da Liga Feminina de Combate ao Câncer,[92] duas vezes presidente do Rotary Club Cinquentenário[93][94] e presidente da Casa da Amizade das Esposas dos Rotarianos.[95][96]

- Villi, professor de Informática da UFRGS,[97] executivo de grandes empresas e depois sócio fundador de duas importantes consultorias de Informática (MBS Consulting e BPM Soluções),[59] com clientes de peso em todo o Brasil,[98][99][100][101][102] premiado com o Global Awards for Excellence in BPM & Workflow, categoria Ouro, concedido pela Workflow Management Coalition, pelo case de automação da gestão de contratos da Unimed.[103]

- Vitor, sargento do Exército, jogou nos Veteranos[104] e foi preparador físico do Esporte Clube Juventude[47][105][106] e nesta condição campeão da Copa Governador em 1975,[24] diretor do Departamento Esportivo do Recreio da Juventude,[107][108] professor de Educação Física, vice-diretor do Colégio Abramo Randon, empresário e um dos fundadores do balneário Noiva do Mar.[59]

- Roberto, também jogou nos Juniores e nos Veteranos do Juventude,[104] formou-se dentista e tornou-se conhecido profissional em Caxias, um dos fundadores e membro da diretoria do Sindicato dos Odontologistas de Caxias do Sul, entidade com abrangência sobre 30 municípios.[59]